# Olexij (Špakov)
Olexij (světským jménem: Olexij Olexijovyč Špakov; * 25. ledna 1975, Lvov) je ukrajinský duchovní Ukrajinské pravoslavné církve Moskevského patriarchátu a metropolita voznesenský a pervomajský.

## Život
Narodil se 25. ledna 1975 ve Lvově.
Po střední škole v sídle Mychajlivka Záporožské oblasti nastoupil na Mychajlivské vyšší odborné technické učiliště č. 52. Roku 1993 nastoupil do povinné vojenské služby.
Od roku 1995 do roku 2000 sloužil v Pokrovském chrámu v Mychajlivce. Roku 2000 nastoupil na Kyjevský duchovní seminář, který dokončil roku 2004. Poté pokračoval ve studiu na Černovickém pedagogickém bohosloveckém institutu.
Dne 16. března 2008 byl biskupem berďanským Jelysejem (Ivanovem) rukopoložen na diákona a následující den se stal tiskovým sekretářem berďanské eparchie. Dne 30. března byl arcibiskupem rovenským a ostrožským Varfolomijem (Vaščukem) rukopoložen na jereje. Stal se knězem chrámu Narození Krista v Berďansku a poté chrámu Berďanských novomučedníků.
Dne 4. května 2008 byl jmenován sekretářem eparchie a 20. května předsedou revizní komise eparchie. Dne 10. listopadu 2008 se stal klerikem chrámu Svaté Trojice v Berďansku. Stejného roku dokončil dálkové studium Kyjevské duchovní akademie.
Dne 21. prosince 2008 byl postřižen na monacha se jménem Olexij na počest svatého Alexije Moskevského.
Dne 22. ledna 2009 byl povýšen na igumena. Od stejného roku působil jako asistent ekonoma a asistent prorektora pro akademickou činnost Kyjevské duchovní akademie.
Dne 25. srpna 2012 jej Svatý synod Ukrajinské pravoslavné církve zvolil biskupem voznesenským a pervomajským. O dva dny později byl oficiálně jmenován biskupem a 4. září proběhla jeho biskupská chirotonie. Hlavním světitelem byl metropolita kyjevský a celé Ukrajiny Volodymyr (Sabodan).
Dne 17. srpna 2019 byl povýšen na arcibiskupa a 17. srpna 2022 na metropolitu.